# 计算机辅助电话调查
计算机辅助电话调查（Computer-assisted telephone interviewing，簡稱CATI）是一種电话社会统计调查技術，採訪者坐在电脑屏幕前，计算机隨機撥打電話號碼，電話撥通後採訪者讀出计算机屏幕上的问题，并将受访者的回答錄入到计算机中。20世纪70年代初期，美国开始有人使用计算机辅助电话调查。現今计算机辅助电话调查已是社会统计调查的主要调查方式。